# Viitor
Viitorul este o perioadă de timp nedeterminată care urmează prezentului. Sosirea sa este considerată inevitabilă ca urmare a existenței timpului și a legilor fizicii.
În teoria relativității restrânse, viitorul este considerat a fi viitorul absolut sau conul de lumina viitor. În fizica, timpul este considerat a fi a patra dimensiune a universului.
Viitorul și conceptul de eternitate au fost subiecte majore de filozofie, religie și știință.

## Prognoze

### Climă
La nivel global, specialiștii NASA se așteaptă ca temperaturile să crească semnificativ către anul 2099, iar precipitațiile să scadă și să crească în diferite regiuni ale globului.
Responsabilitatea omului în favorizarea schimbărilor climatice este mai sigură ca oricând, menționează aceștia, iar temperatura medie a Pământului va crește cu 0,3 până la 4,8 grade (celsius) până în 2100, apreciază experții din cadrul Grupului Interguvernamental de Experți asupra Evoluției Climatului (GIEC) într-un raport din anul 2013.
GIEC și-a revizuit de asemenea în sus estimările privind creșterea nivelului mării, ce ar urma să fie între 26 și 82 de centimetri până în 2100, conform aceleiași surse.

## Futurologie

### Scenarii optimiste ale viitorului
În literatura științifico-fantastică, s-a dezvoltat o viziune a viitorului în care există o civilizației umană interstelară, uneori, inclusă într-un sistem ori complex de civilizații inteligente ale mai multor rase.
Universul Star Trek descrie viitorul umanist și optimist. În acesta este creată federația interplanetară, care mărturisește principiile toleranței și non-interferenței. Cu toate acestea, în universul Star Trek, se ploartă infinite războaie între pământeni și borgi, cardassieni și alții. În universul lui David Weber urmașii pământenilor poartă războaie continue între ei.

#### Singularitate tehnologică
În 1993 Vernor Vinge menționa următoarele, „De-a lungul următorilor treizeci de ani, vom avea capacitatea tehnică de a crea inteligență supraomenească. La scurt timp după aceea, era umană va fi încheiată”.
Căi posibile ale apariției inteligenței supraomenești:
- Dezvoltarea inteligenței artificiale
- Creșterea capacităților biologice ale omului
- Sisteme „om-calculator”.

Singularitea tehnologică este punctul estimat în viitor, în care evoluția minții umane ca urmare a dezvoltării nanotehnologiei, biotehnologiei și inteligenței artificiale s-a accelerat într-o asemenea măsură încât a condus la apariția unei inteligență cu un nivel mult mai ridicat de performanță și calitate noua de gândire.
Conform unor autori care susțin această teorie, singularitatea tehnologică se poate întâmpla în anul 2030. Cu toate acestea, abordarea sa nu înseamnă sfârșitul istoriei, ci mai degrabă contrariul, va fi încheiată preistoria umană, și va începe „adevărata” istorie a omenirii.

#### Apariția inteligenței artificiale
Inteligența artificială (IA) va fi creată fie de oameni, fie se va auto-crea în rețea (evoluție emergentă). IA a viitorului va avea următoarele avantaje asupra inteligenței umane:
- Viteza de propagare a semnalelor între neuroni este de 100 m/s, pe când între chip-uri ajunge la 300.000 km/s (viteza luminii)
- numărul de neuroni din creierul uman este de ~10 miliarde, în cazul IA, aproape nelimitat
- IA are o perioadă nelimitată de funcționare
- gestionarea civilizației nu ar fi afectată de „factorul uman” (orice persoană are întotdeauna dezavantaje, precum și, probabil, o lipsă de înțelegere a priorităților de dezvoltare).

### Scenarii pesimiste ale viitorului
În legătură cu dezvoltarea nanotehnologiilor, în presă a apărut un „scenariu” în conformitate cu care nanoroboții ar putea ieși de sub control și auto-replicându-se ar consuma (în viitor) toată biomasa Pământului. Totuși, un astfel de scenariu este improbabil, fiind-că sursa de control al acestora va fi impicit amplasată lângă acești roboți, adică se vor lua măsurile de precauție adecvate.
Revelația biblică a viitorului este debutul Apocalipsei, care include nașterea lui Antihrist, a doua venire a lui Isus Hristos, sfârșitul lumii și Judecata.
În conformitate cu scenariul pesimist al crizei energetice, energia pur și simplu nu este suficientă pentru a menține civilizația, și omenirea va reveni la starea pre-industrială.

## Viitor îndepărtat

### Omul viitorului
Cu condiția unei atitudini corecte asupra eticii și nevoilor sociale, se poate aștepta o îmbunătățire semnificativă a capacităților umane, o eficiență a activităților sociale și a calității vieții, urmând o treaptă superioară în evoluția inteligenței. Progresul tehnologic va duce la faptul că vor apărea cyborgi și calculatoare rezonabile.

#### Transumanism
Transumanismul este o mișcare filosofică, care se bazează pe presupunerea că omul nu este ultima verigă a evoluției, și, prin urmare, poate fi îmbunătățit pe termen nelimitat. Mișcarea afirmă că este posibil și necesar să se elimine îmbătrânirea și moartea, sporind considerabil capacitățile mentale și fizice.

### Viitorul tehnologiilor computerizate
În conformitate cu legea lui Moore, microminiaturizarea computerelor se va dezvolta cu o viteză rapidă, ca și puterea de calcul a acestora. Costul instalațiilor noi, producerea de circuite integrate va crește, de asemenea. Se vor dezvolta și sistemele multiprocesor și multi-cor. Evoluția în continuare a tehnologiilor informatice ar putea duce la dezvoltarea de biocomputerelor și computerelor cuantice.

### Viitorul Universului
Așa cum Universul se extinde treptat, viitorul îndepărtat al acestuia trebuie să cuprindă mari schimbări. O teorie unificată asupra viitorului Universului nu există. Există doar o serie de teorii diferite, printre care principalele două:
- Marea ruptură. Acest scenariu presupune că universul se va „rupe” în bucăți, din cauza accelerării sale.
- Big Crunch. Acest scenariu presupune compresia universului într-o singularitate. Este puțin probabil, în legătură cu observarea expansiunii accelerate a Universului.

## Vezi și
| - Trecut - Prezent - Cronologia viitorului îndepărtat - Viitorologie - Escatologie - Singularitate tehnologică - Colonizarea spațiului | - Transumanism - Crionică - Sensul vieții - Terraformare - Supercivilizație - Universul Amiază |